# O, Sortie!
«O, Sortie!» — документальный фильм Руфата Гасанова, посвящённый истории маленького ростовского подвала с фантастической художественной биографией. Сейчас в этом подвале расположен общественный туалет, известный как Туалет на Газетном.

## Создание
Фильм «O, Sortie!» был создан американско-азербайджанским режиссёром Руфатом Гасановым в рамках работы второй Международной летней киношколы ВГИКа, проведённой в июле 2010 года в Азове. Съёмки фильма проходили в июле 2010 года в Ростове-на-Дону и Таганроге: непосредственно в общественном туалете на Газетном, на открытии выставки художницы Натальи Дурицкой «ВиноВатаЯ» в галерее «Вата» и в её таганрогской мастерской, в клубе «Подземка», в доме  известного таганрогского писателя Игоря Бондаренко, на Парамоновских складах. В фильме были использованы фрагменты видеодокументации акции Натальи Дурицкой и Сергея Сапожникова «Здесь был Вова» (2010), а также фрагменты интервью художников Александра Кислякова, Игоря Ваганова и редактора легендарного ростовского самиздатовского журнала «Ура Бум-Бум!» Галины Пилипенко. В фильме использована музыка бакинского художника и музыканта Али Гасанова (песня «Sad Spaces», группа «PG Large Used Project»).

## Премьера, фестивали
- Премьера фильма состоялась 1 августа 2010 года в Ростовском государственном музыкальном театре в рамках творческого вечера Международной летней киношколы[10]. Для ростовской художественной общественности фильм был продемонстрирован 25 августа в арт-галерее «Вата» во время открытия выставки «Слепые. Disconnect», проведённой арт-группой «Мир»[1][8].
- В октябре 2010 года фильм «O, Sortie!» был представлен московской публике в программе 30 Международного фестиваля ВГИК.
- В марте 2011 года фильм «O, Sortie!» участвовал в конкурсной программе московского кинофестиваля «Святая Анна» (спецпрограмма «Обратите внимание»)[11][12].
- В сентябре 2011 года фильм «O, Sortie!» участвовал в конкурсной программе 2-го Всероссийского кинофестиваля документального туристического кино «Свидание с Россией» (спецпрограмма «Край России»)[13].

## О фильме
- «Руфат Гасанов предпринял в чистом виде героическую попытку вплавить в 10-минутный фильм немыслимое для короткого метра количество знаковых символов, мифов, историй, эти мифы породивших, историй, эти мифы продолжающих и порождающих новые. Попытку героическую в каноническом понимании: любая попытка сбычи несбыточного патетична по определению. Несколько поколений российского андеграунда, блистательные имена, удивительные планы… Один только микросюжет на Парамоновских складах чего стоит!»[9] — И. Смирнов, 2010.
- «Что хотел донести своим фильмом? Метаморфоза помещения из культурного центра в сортир метафорична нынешнему состоянию культуры. И не только России. People хавает то, что «производится» в Туалете на Газетном. Массовое зомбирование молодежи, целенаправленное растление духовных ценностей общества. Мы не читаем, не смотрим качественное кино, не слушаем качественную музыку»[14] — Р. Гасанов, 2010.

## Награды
- 2010 — Специальный Приз профессионального жюри второй Международной летней киношколы ВГИКа[3].
- 2010 — Приз «Лучшая работа в качестве продюсера» второй Международной летней киношколы ВГИКа (продюсер Александра Манто)[3].

## Интересные факты
- К работе над документальным фильмом «O, Sortie!» режиссёра Руфата Гасанова побудило случайное прочтение статьи «Туалет на Газетном» в Википедии[4][14].
- Один из съёмочных дней киногруппы Руфата Гасанова в Таганроге, работавшей над фильмом «O, Sortie!», стал документальной основой для фильма Игоря Ваганова «Synergos: 24», созданного для международного проекта YouTube «Жизнь за один день»[8][15].
- Через два месяца после премьеры фильма, в октябре 2010 года, Туалет на Газетном закрыли на ремонт, после которого, как утверждают неофициальные источники, он прекратит своё существование[16].